# Georg Wilhelm Dommes
Georg Wilhelm Dommes oder kurz Georg Dommes (* 23. April 1762 in Hannover; † 14. Juni 1845 ebenda) war ein deutscher Jurist, Geheimsekretär in der Königlich Deutschen Kanzlei in London, Königlich Hannoverscher Minister sowie Hof- und Kanzleirat.

## Leben
Dommes während Personalunion zwischen Großbritannien und Hannover im Kurfürstentum Braunschweig-Lüneburg im Jahr 1762 geboren als Sohn eines in Hannover tätigen wohlhabenden Kaufmanns. Sein Vater schickte ihn auf die Schule Kloster Berge sowie auf die „Schule in Holzminden“. Von 1781 bis 1783 studierte Dommes Rechtswissenschaften an der Georg-August-Universität in Göttingen, wo er sein Doktorexamen mit der Note optimo elgio bestand, jedoch nicht promovierte.
Am 2. Juni 1786 trat Dommes in seiner Heimatstadt als Auditor der Geheimen Kanzlei zu Hannover in den königlichen Dienst ein. Nach seiner Beförderung 1789 zum geheimen Kanzleisekretär wirkte er in dieser Funktion in den Jahren 1793 und 1793 in der Königlich Deutschen Kanzlei in London.
Nach seiner Rückkehr nach Hannover heiratete er dort am 9. April 1795 eine Tochter des zuvor verstorbenen Kammermeisters Heinrich Justus Ludwig Schlemm, Henriette (1772–1826).
1806 wurde Dommes zum Hofrat ernannt, quittierte kurz darauf jedoch seinen Dienst während der sogenannten „Franzosenzeit“, der Besetzung Hannovers durch die Truppen Napoleons zur Zeit des französisch regierten Königreichs Westphalens. Ab 1807 – und bis zu seinem Lebensende – stand er dann durchgängig der „Direktion des königl. Intelligenzkomptoirs“ vor.
Während der Napoleonischen Besatzung gelang Dommes durch „Klugheit und unermüdete Thätigkeit“ unter anderem die Erhaltung des Instituts der Lüneburger Saline. Nach Beendigung der französischen „Fremdherrschaft“ und der Erhebung des vormaligen Kurhannovers zum Königreich Hannover im Jahr 1814 wurde er unverzüglich zum Mitglied der provisorischen Regierung ernannt. Für seine zuvor geleisteten Verdienste um die Aufrechterhaltung der Lüneburgschen Saline verlieh ihm sein Landesherr, König Georg III., 1816 das Ritterkreuz des Guelphen-Ordens.
1817 wurde Dommes zum Regierungsrat bei der Provinzialregierung (des britischen Weltreichs) zu Hannover ernannt, für die er in dieser Funktion bis zu deren Auflösung im Jahr 1823 wirkte. Zusätzlich zu seinen Aufgaben hatte er schon 1818 die Leitung der königlichen Gesetzsammlungskommission übernommen, die er bis zu seinem Lebensende beibehielt. Nach der Auflösung der Provinzialregierung wirkte er ab 1823 wieder als Referent im damaligen Kabinettsministerium und wurde im Folgejahr 1824 zum geheimen Kanzleirat erhoben.
Nach einem halben Jahrhundert im Dienst des welfischen Königshauses wurde Dommes 1836 durch King William IV in den Rang eines Generalmajors „begnadigt“, während die juristische Fakultät der Göttinger Universität ihm zugleich die Ehrendoktorwürde verlieh.
In seiner Funktion als Ministerialreferent trat Dommes aufgrund vorgerückter Altersschwäche auf eigenen Wunsch 1839 aus dem Staatsdienst aus, behielt aber weiterhin die Direktion der Gesetzsammlungskommission sowie die des Intelligenzkomptoirs.
Georg Wilhelm Dommes starb 1845 in seinem 84. Lebensjahr. An der Bahre des „Geh. Canzleiraths“ im Hause Kleine Wallstraße 407 in der Aegidien-Neustadt standen – nachdem seine Ehefrau schon 1826 verstorben war – seine vier Kinder; seine noch unverheiratete Tochter und 3 Söhne, von denen der älteste als Medizinalrat in Hannover tätig war, der zweite Assessor in der hannoverschen Justizkanzlei arbeitete und „der jüngste praktischer Art in Berlin.“

## Archivalien
Archivalien von und über Georg Wilhelm Dommes finden sich beispielsweise
- als handschriftlicher Brief Dommes vom 23. November 1828 sowie vom 7. Dezember 1828 aus Hannover an den Göttinger Mathematiker und Hochschullehrer Carl Friedrich Gauß; Archiv der Niedersächsischen Staats- und Universitätsbibliothek Göttingen, Archivsignaturen Cod. Ms. Gauß Briefe A: Dommes 1 und Cod. Ms. Gauß Briefe A: Dommes 2[7]